# Український лісостеп

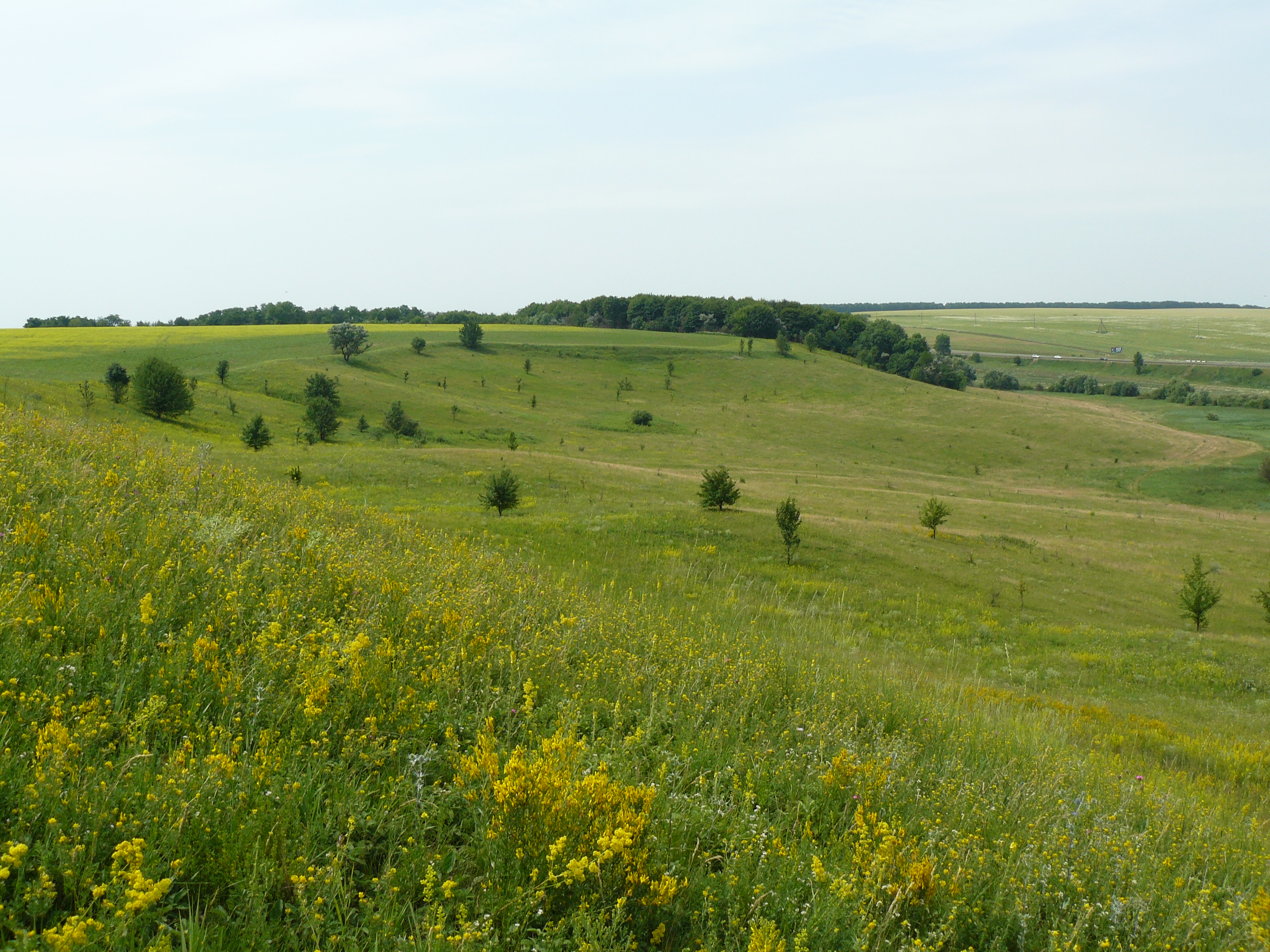
Ділянка лучного степу, Київська область

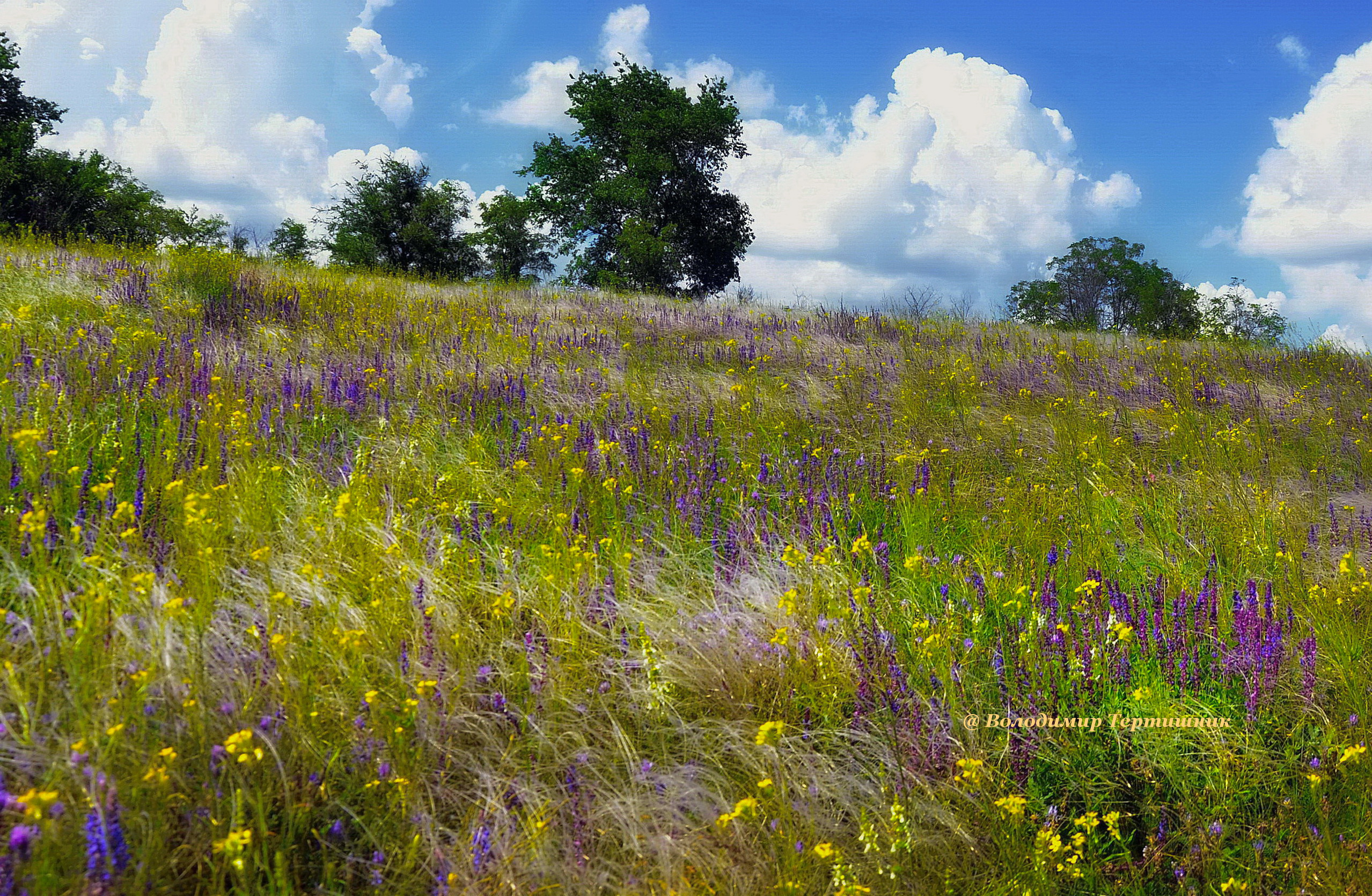
Лісостепова рослинність України (Січеславщина)

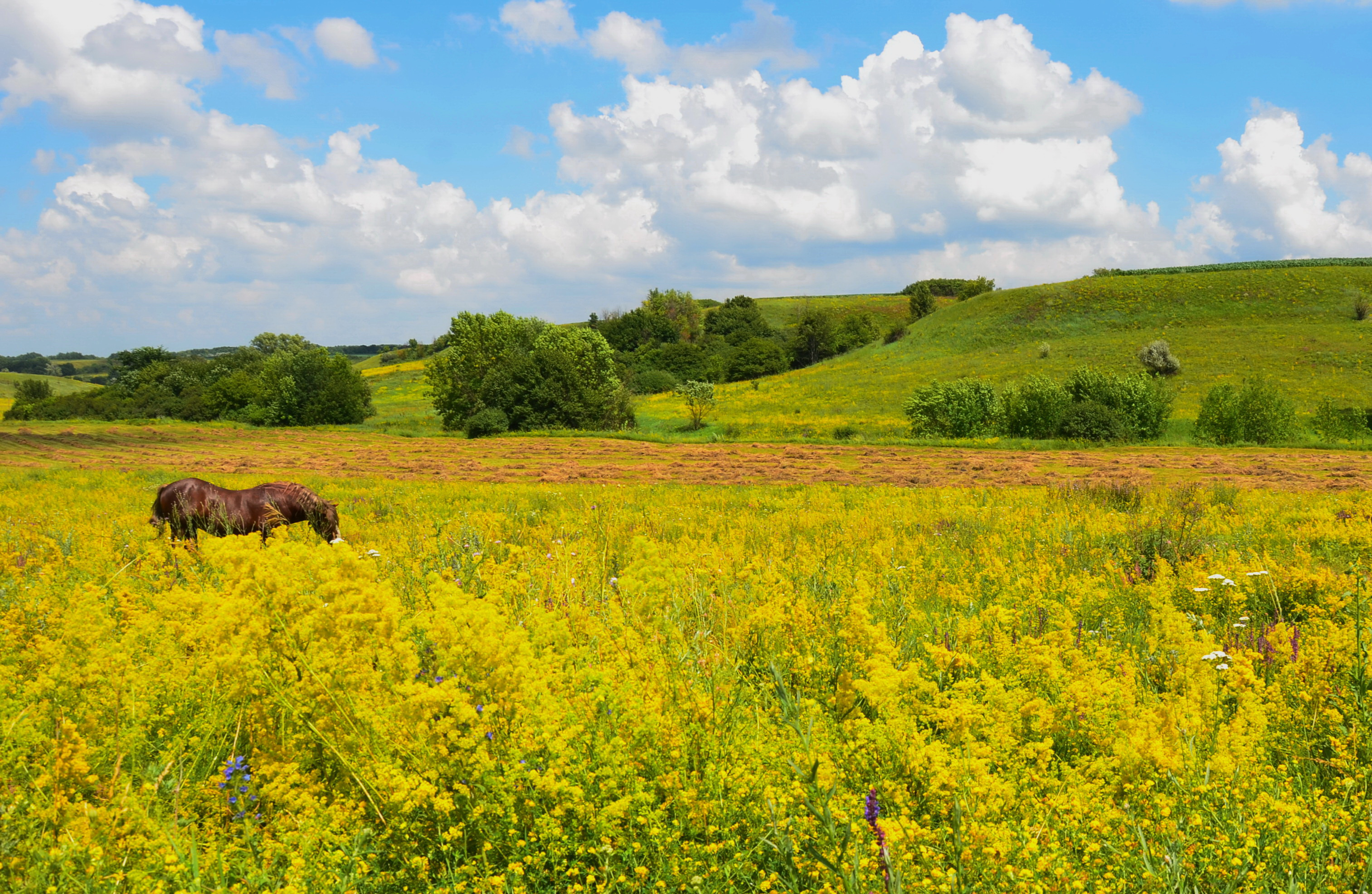
На просторах лісостепу

Украї́нський лісосте́п — ділянка європейської частини природної зони лісостепу в межах України. Широка смуга лісостепу простягається з південного заходу від кордону з Молдовою на північний схід до кордону з Росією через центральну частину країни (33 % території). Виразних меж зона не має, адже степові ділянки вклинюються островами в лісову зону, а ліси окремими масивами заходять у зону степів. Північна межа лісостепу збігається з південною межею зони мішаних лісів, а південна проходить уздовж лінії Подільськ — Кропивницький — Кременчук — Красноград — Вовчанськ.

## Рельєф
Лісостепова зона займає територію, на якій переважають височини: із заходу на схід змінюють одна одну Розточчя, Подільська, Волинська, Придніпровська та Середньоруська височини. Платоподібні поверхні височин чергуються з горбогір'ями, окраїни височин сильно почленовані ярами і балками. Низовини займають невеликі території на Лівобережжі (Придніпровська низовина). Висоти поверхні коливаються від 100 м до 471 м (гора Камула). Загалом поверхня із заходу та сходу нахилена до Дніпра, абсолютні висоти змінюються від 380 м на Подільській височині і 230 м на Середньоруській височині до 50 м біля русла Дніпра.
Характерною ознакою краєвиду є високі праві береги річок, сильно розчленовані ярами, і низькі ліві береги з терасами. Заплави річок і низькі тераси нерідко заболочені, вищі тераси займають поля, населені пункти.

## Геологія
У межах лісостепу залягають поклади бурого вугілля (Дніпровський басейн), нафти і природного газу (Дніпровсько-Донецька нафтогазоносна область), природних будівельних матеріалів (гіпс, вапняк, каолін, мергель, пісок). У місцях виходу на поверхню порід Українського щита є родовища мармуру, лабрадоритів, доломітів, графіту, горючих сланців, а у болотах — бурштину.

## Клімат
Клімат у лісостеповій зоні помірно континентальний, його континентальність збільшується у східному напрямку. Тепле літо і помірно холодна зима. Середня температура січня становить на заході −4 °C, на сході −8 °C, а липня — відповідно +16 і +22 °C. Опадів випадає менше, ніж у зоні мішаних лісів, але більше, ніж у степах. Кількість опадів змінюється у східному напрямку від 600 до 500 мм, але майже стільки ж води випаровується; зволоження достатнє. В окремі роки у зоні, особливо в її південній частині, бувають посухи.
Південна межа лісостепу майже збігається з «віссю Воєйкова», на південь від якої переважає антициклональна погода й суттєво зменшується кількість опадів, та ізолінією коефіцієнта зволоження 0,6. На вододілах ця межа також відповідає поширенню на південь дубових лісів.

## Гідрологія
У лісостеповій зоні густа річкова мережа. Це — Дніпро, Південний Буг, Дністер із притоками. Всі річки мають долини з асиметричними берегами та повільні течії. У місці перетину твердих порід Українського щита, де виходи гранітів перегороджують русла Південного Бугу і Гірського Тікича, утворюються пороги. Вони мають мішане живлення і найповноводніші навесні та у червні. На Дністрі, що починається в горах, нерідко бувають повені і паводки. Судноплавним є Дніпро. У минулі часи судноплавство було можливим і на його лівих притоках, таких, як Сула, Псел, Ворскла. Але через знищення лісів у їх долинах вони сильно обміліли. Праві притоки Дніпра — Рось, Тясмин також маловодні.
Озер у лісостепу мало. Вони є у заплавах великих лівих приток Дніпра. Численні озера-стариці, які колись були в заплаві самого Дніпра, залиті водами Канівського та Кременчуцького водосховищ. Брак природних водойм компенсується ставками, які створені біля багатьох населених пунктів.

## Ґрунти
У ґрунтовому покриві лісостепу переважають різні види чорноземів (типові та опідзолені) та сірі лісові ґрунти, що сформувалися на лісах або лісоподібних суглинках. У зниженнях поширені лучні і лучно-чорноземні ґрунти, подекуди — торфові. Рівень родючості ґрунтів найвищий у середній та східній частинах зони.
Південна межа лісостепу майже збігається з переходом типових чорноземів у чорноземи звичайні.

## Рослинність
Рослинність представлена лісовими і степовими видами. Лісистість території більша у західній частині; там вона досягає 15 % (середня лісистість — 12,5 %). Ліси збереглися в долинах річок та межиріччях. Вони ростуть на сірих лісових ґрунтах та деградованих чорноземах (в яких зменшився вміст гумусу, і вони стали менш родючими), що раніше були під степами, а потім позаростали деревами. Лісоутворювальними породами зони є дуб, граб, бук, клен, липа. У заплавах річок ростуть берест, вільха, верба. На піщаних берегах Дніпра, Південного Бугу та Сіверського Дінця, куди доходив язик давнього льодовика, острівцями ростуть соснові ліси. У широких балках поширені байракові ліси, в яких ростуть дуб, граб, клен, липа, ліщина, брусниця.
До лісових масивів безпосередньо прилягає степ, проте він не займає великих площ, тому що його змінили агроценози. Майже всі ділянки розорані й зайняті різноманітними сільськогосподарськими культурами (пшениця, ячмінь, овес, гречка, цукрові буряки, картопля, овочеві культури та інші). Степова природна рослинність (різнотрав'я) збереглася на схилах балок, берегах річок. Доволі великі площі в лісостепу зайняті луками. Суходільні луки лежать на вододілах річок і їхніх схилах. Там ростуть горицвіт, анемона, конюшина, тонконіг, стоколос, ковила, вероніка колосоподібна, гадючник, звіробій. Це переважно багаторічні рослини, із коренів і стебел яких утворюється дернина. Низовинні луки лежать у зниженнях, де близько до поверхні залягають ґрунтові води. Вони мають багатий трав'яний покрив. На заплавних луках ростуть осока, рогіз, стрілолист, калюжниця, цикута. На водоймах ростуть глечики жовті, латаття біле, папороть водяна.

## Тваринний світ
Тваринний світ зони представлений лісовими та степовими видами. Тут живуть дикі кабани, сарни, олені, зайці, вивірки, куниці, тхори, полівки, лисиці, вужі, багато птахів: дятли, сови, жайворонки, лелеки, куріпки, дрозди, гуска сіра, вивільга, степовий журавель, зяблик, горлиця тощо.

## Антропогенний вплив
Територія лісостепу освоєна з прадавніх часів (IV—ІІ тисячоліття до н. е.), тому що тут були найкращі умови для життя людей. Ліс давав людям прихисток від ворогів, матеріал для будівництва і паливо, а вільні від лісу ділянки було легко використовувати для землеробства і скотарства. У XVII—XVIII століттях значно збільшилася кількість поселень, тому великі площі лісів вирубали. Запровадження трипільної системи орного землеробства призвело до виснаження ґрунтів, тому його починають удобрювати гноєм. У XIX—ХХ століттях на ландшафтах позначилося збільшення людності поселень, розвиток транспорту, ремесел і промисловості. Майже всі природні степові ділянки перетворили на поля і сади. Багатющі ліси у верхів'ях Сули, Ворскли, Псла, про які згадують історичні джерела XVII століття, знищено.

### Природно-заповідний фонд
З метою охорони природних комплексів, ландшафтів і екосистем, що мають високі природоохоронну, рекреаційну, естетичну та інші цінності, в межах лісостепової зони України створено низку природних заповідників, національних природних парків, біосферних резерватів, ландшафтних парків, заказників, заповідних урочищ та пам'яток природи.

#### Природні заповідники
- Канівський природний заповідник (Черкаська область), заснований 1923 року; Канівський природний заповідник — один з найдавніших в Україні, який було створено 1923 року. Він охоплює частину ярів, пагорби на правому березі Дніпра та дніпровські острови. Важливими об'єктами заповідника є геологічні утворення, грабовий ліс та Чернеча гора (100 м над Дніпром), де було перепоховано Тараса Шевченка.
- Природний заповідник «Медобори» (Тернопільська область), заснований 1990 року;
- Природний заповідник «Розточчя» (Львівська область), заснований 1984 року;
- Природний заповідник Михайлівська Цілина (Сумська область), заснований 2009 року;

#### Національні природні парки
- Галицький національний природний парк (Івано-Франківська область), заснований 2004 року;
- Національний природний парк «Дністровський каньйон» (Тернопільська область), заснований 2010 року;
- Національний природний парк «Кременецькі гори» (Тернопільська область), заснований 2009 року;
- Національний природний парк «Подільські Товтри» (Хмельницька область), заснований 1999 року;
- Хотинський національний природний парк (Чернівецька область), заснований 2010 року;
- Яворівський національний природний парк (Львівська область), заснований 1998 року;

#### Біосферні резервати
Біосферний резерват «Розточчя» (Львівська область), об'єднує Яворівський національний природний парк, природний заповідник «Розточчя» і ландшафтний парк «Равське Розточчя».

## Біогеографічний поділ
Внаслідок неоднакової висоти поверхні, помітних відмінностей у кліматі, ґрунтах і рослинному світі в різних частинах зони виділяють фізико-географічні провінції:
- Західноукраїнську — широколистяних лісів;
- Дністровсько-Дніпровську — лісостепових і лучностепових височинних ландшафтів;
- Лівобережно-Дніпровську — лісостепових і лучностепових низовинних ландшафтів;
- Середньоруську — лісостепових височин.